# Katokopia
Katokopia (in greco Kατωκοπιά? localmente [katokoˈpca]; in turco Zümrütköy) è un villaggio di Cipro situato 7 km a est di Morfou. De iure si trova nel distretto di Nicosia della repubblica di Cipro, de facto, in quello di Güzelyurt della repubblica di Cipro del Nord. Fino al 1974 il villaggio era abitato esclusivamente da greco-ciprioti.
Nel 2011 Katokopia aveva 817 abitanti.

## Geografia fisica
il villaggio si trova a sette chilometri a sud-est della città di Morfou e a un chilometro dal villaggio di Argaki/Akçay.

## Origini del nome
Goodwin sostiene che il vero nome del villaggio è Kakotopia e non Katokopia. Egli suggerisce anche che Kakotopia deriva da "kakos topos" che significa "luogo cattivo" in greco. I turco-ciprioti cambiarono il nome in Zümrütköy nel 1975, che significa "villaggio verde smeraldo".

## Storia
Dove si trova il villaggio ci sono resti di un antico insediamento. La prima menzione del nome del paese in fonti storiche note è il 31 agosto 1318.  La "Chiesa della Beata Vergine Maria", che era stata precedentemente costruita nel villaggio, fu restaurata nel 1818.

## Società

### Evoluzione demografica
Fino al 1974, il villaggio era abitato esclusivamente da greco-ciprioti. Nel censimento ottomano del 1831, i cristiani (greco-ciprioti) costituivano gli unici abitanti del villaggio. Durante il periodo britannico la popolazione greco-cipriota del villaggio aumentò significativamente, da 352 abitanti nel 1891 a 1.198 nel 1960.
Nell'agosto 1974, tutti i greco-ciprioti del villaggio fuggirono dall'esercito turco che avanzava. Attualmente, come molti dei greco-ciprioti sfollati, i greco-ciprioti di Katokopia sono sparsi in tutto il sud di Cipro, soprattutto nelle città. Il numero dei greco-ciprioti sfollati da Katokopia è di circa 1.600 (1.578 nel 1973).
Attualmente il villaggio è abitato principalmente da turco-ciprioti sfollati da Peristerona, Agioi Iliofotoi, Akaki, Orounta, Alevga, Selemani/Süleymaiye nel distretto di Nicosia; alcune famiglie da Avdimou, Kantou e Silikou nel distretto di Limassol; e alcune persone da Pelathousa, Karamoullides, Arodes, Chrysochou e Vretsia nel distretto di Paphos. Inoltre, ci sono anche alcune famiglie dalla Turchia che si sono stabilite nel villaggio nel 1976-77. Durante la stagione della raccolta delle arance, il villaggio ospita anche molti lavoratori agricoli stagionali provenienti dalla Turchia. Di solito sono alloggiati in tende o in alloggi prefabbricati, che sono eretti appositamente per loro e sono di solito situati negli aranceti dove lavorano.

## Sport

### Calcio
Il club sportivo turco-cipriota Zümrütköy Sports Club è stato fondato nel 1975, e nel 2015 era nella seconda divisione K-PET della  Federazione calcistica di Cipro del Nord (CTFA).
Katokopia è la sede originale della squadra di calcio greco-cipriota Doxa Katōkopias.